# Oskar Deecke
Oskar Deecke (Hamburg, 16 mei 1986) is een Duitse hockeyspeler.

## Sportcarrière
Oskar Deecke begon zijn nationale carrière bij het Duitse Club an der Alster in Hamburg. Hij maakte zijn eerste doelpunt een paar dagen voor zijn zeventiende verjaardag, in de Bundesliga in 2003. In 2006 ging hij naar de Duitse club Crefelder HTC in Krefeld. Dit team werd de Duitse zaalhockeykampioen en won de Europese Clubkampioenschappen (EHL) in 2007 bij HC Bloemendaal. In 2008 won het CHTC-team het Europese zaalkampioenschap hockey. Na de Olympische Spelen van 2012 in Londen vertrok Deecke naar Club de Campo in Madrid. In juni 2013 verliet hij Spanje en kwam hij terug bij zijn voormalige club Crefelder HTC.
Oskar Deecke begon zijn internationale loopbaan in 2006, als onderdeel van het Duitse juniorenteam, dat de zilveren medaille won bij de Europese kampioenschappen onder 21 in Praag. Als lid van het Duitse nationale zaalhockeyteam won hij het Europese zaalkampioenschap hockey in 2007 in Wenen. Ten tijde van het Europese zaalkampioenschap hockey van 2008 behoorde Deecke tot het Duitse team dat in de finale verloor van Rusland, waardoor de ongeslagen serie van Duitsland gebroken werd in het zaalhockey.
Sinds 2009 is Deecke een vaste waarde in het Duitse nationale hockeyteam. In hetzelfde jaar won dit team de zilveren medaille in de Europese kampioenschappen in Amsterdam. Bij de Wereldspelen van 2010 finishte Duitsland op de tweede plaats na in de finale van Australië verloren te hebben. In 2011 won Deecke met het Duitse nationale team twee titels: het wereldkampioenschap zaalhockey in het Poolse Poznan, waar hij een van de topscorers werd, en de Europese kampioenschappen in Mönchengladbach. In 2012 won zijn Duitse nationale team wederom twee prijzen, het Europese zaalkampioenschap en de gouden medaille op de Olympische Zomerspelen in Londen. In 2013 won hij met het Duitse nationale team de Europese kampioenschappen.
Deecke was in mei 2014 meer dan 166 maal voor het Duitse nationale team uitgekomen en had 24 maal zijn opwachting gemaakt voor het Duitse zaalhockeyteam.
Hij participeerde in de veiling van de Hockey India League 2013, waar hij werd gekocht door de Delhi Waveriders-franchise. Hier speelde hij samen met onder anderen Tim Jenniskens van Bloemendaal en Pirmin Blaak van Rotterdam. Met rugnummer 7 was Deecke een belangrijk onderdeel van het team door zijn vier doelpunten (vanaf 10 februari 2013).

## Studie
Deecke volgde de studie Sportmanagement bij de Duitse Sport Universiteit in Keulen. In 2012 rondde hij zijn studie succesvol af.

## Onderscheidingen
- Silbernes Lorbeerblatt 2012 - Duitse onderscheiding wegens het behalen van de gouden medaille op de Olympische Spelen in 2012 in Londen.
- Ehrentafel der Stadt Krefeld - Voor zijn deelname aan de 30ste Olympische Spelen in Londen kreeg Deecke op 25 oktober 2012 een onderscheiding van de stad Krefeld.

Oskar Deecke · 
Florian Fuchs · 
Moritz Fürste · 
Martin Häner · 
Tobias Hauke · 
Oliver Korn · 
Maximilian Müller  · 
Jan-Philipp Rabente · 
Thilo Stralkowski · 
Max Weinhold · 
Christopher Wesley · 
Benjamin Weß · 
Timo Weß · 
Matthias Witthaus · 
Christopher Zeller · 
Philipp Zeller · 
Coach: Markus Weise